# Diez Minutos
Diez Minutos (Dix Minutes) est un magazine hebdomadaire de langue espagnole consacré aux célébrités, au divertissement et aux femmes, publié à Madrid, en Espagne. Le magazine est diffusé depuis 1951.

## Histoire et profil
Diez Minutos a été créé en 1951 et son siège se trouve à Madrid. Le magazine fait partie de Lagardère et est publié par Hachette Filipacchi Médias, jusqu'en mai 2011, date à laquelle il est vendu à Hearst Corporation. Il est publié par Hearst Magazines S.L. à fréquence hebdomadaire, et propose des informations sur les célébrités,. Le magazine publie des informations similaires sur les personnalités politiques espagnoles depuis 2000. Milagros Valdé est l'une des anciennes rédactrices en chef du magazine.

## Diffusion
Diez Minutos est l'un des magazines les plus vendus en Espagne au milieu des années 1990. En 2003, le magazine se vend à 206 284 exemplaires. L'année suivante, le tirage passe à 281 524 exemplaires. Son tirage augmente encore en 2007 pour atteindre 376 101 exemplaires. Diez Minutos se vend à 323 016 exemplaires en 2009, ce qui en fait le troisième magazine féminin le plus vendu en Espagne.
Le tirage de Diez Minutos est de 333 203 exemplaires en 2010 et de 337 177 exemplaires en 2011. Son tirage est de 293 235 exemplaires en 2012.